# George Gazetas
George Gazetas (* vor 1973) ist ein griechischer Bauingenieur für Geotechnik.
Gazetas studierte Bauingenieurwesen an der Nationalen Technischen Universität Athen mit dem Abschluss 1973, erhielt 1975 einen Master-Abschluss am Massachusetts Institute of Technology, an dem er 1976 promoviert wurde mit der Dissertation Random vibration analysis of inelastic multi-degree-of-freedom systems subjected to earthquake ground rotations. 1978 wurde er Assistant Professor an der Case Western Reserve University, 1981 Associate Professor am Rensselaer Polytechnic Institute und 1985 Professor an der Nationalen Technischen Universität Athen. Außerdem war er 1989 bis 1993 Professor an der State University of New York at Buffalo. 	
Er befasst sich mit geotechnischen Fragen in Zusammenhang mit Erdbeben und Bodendynamik, zum Beispiel bei Erddämmen.
Für 2019 wurde er für die Rankine Lecture ausgewählt. 2009 hielt er die Coulomb Lecture der französischen Gesellschaft für Bodenmechanik und Grundbau und 2013 war er Ishihara Lecturer der International Society for Soil Mechanics and Geotechnical Engineering. Er erhielt die James Croes Medal, den Walter L. Huber Prize und den Alfred Noble Prize der American Society of Civil Engineers (ASCE).